# Paul von Lettow-Vorbeck
Paul Emil von Lettow-Vorbeck (20 de marzo de 1870-9 de marzo de 1964) fue un comandante alemán de la campaña del África Oriental Alemana durante la Primera Guerra Mundial, único frente de batalla en las colonias donde Alemania no fue derrotada.

## Biografía

### Primeros años
Nació en una familia de militares en Saarlouis y estudió en la Academia Militar de Kassel, donde llegaría a ser oficial. En 1900 participó en la expedición internacional al Imperio chino que combatió la rebelión de los Bóxers. Posteriormente fue enviado al África del Sudoeste Alemana, donde combatió contra los rebeldes hotentotes y hereros entre 1904 y 1908. Según Javier Reverte "Allí aprendió las tácticas de lucha en la selva contra las rebeliones nativas y y desarrollo una enorme pasión por África". Durante esta campaña fue herido en el ojo izquierdo y tuvo que pasar un tiempo recuperándose en Sudáfrica, donde conoció y se hizo amigo del militar y político sudafricano Jan Smuts, contra quien se vería obligado a combatir más tarde durante la I Guerra Mundial.
Entre 1909 y 1913 fue comandante del II Batallón de la Infantería Marina del Káiser. También dirigió entonces las Schutztruppe destacadas en la colonia del Camerún.

### Primera Guerra Mundial
En 1914, poco antes de estallar el conflicto, Lettow-Vorbeck fue enviado al África Oriental Alemana donde se le encargó la dirección de las escasas fuerzas alemanas en la zona, compuestas por unos 3000 soldados alemanes apoyados por 12 compañías de askaris (guerreros nativos). Los askaris, palabra que significa 'soldado' en suajili, fueron al principio sudaneses y luego zulúes traídos de las colonias alemanas del sur de África. En los años siguientes se incorporaron guerreros wahehes, wanyamwezi, wagogo y wakusuma. Las tropas se organizaban en compañías, cada una con siete u ocho oficiales alemanes, doscientos askaris, cientos de porteadores y a veces se agregaban tropas irregulares, los ruga-ruga. Podían subsistir durante meses viviendo sobre el terreno y practicando la guerra de guerrillas.
Al iniciarse la guerra en Europa, Lettow-Vorbeck desoyó las órdenes de mantenerse a la defensiva dadas por el gobierno de Berlín y el gobernador Heinrich von Schnee, consciente de que la única posibilidad de victoria consistía en un buen ataque contra las colonias de los aliados que rodeaban a las posesiones alemanas, antes de que estuviesen preparados para repelerlo. En noviembre de 1914, las tropas coloniales británicas, en un número aproximado a ocho mil, iniciaron un ataque anfibio contra la ciudad de Tanga que se convertiría en la mayor batalla de la Primera Guerra Mundial en suelo africano. Las tropas alemanas, de unos tres mil efectivos, hostigaron continuamente a los desembarcados y acabaron cargando a la bayoneta, lo que produjo la desbandada británica y su retirada a los barcos.
Tras derrotar a los británicos, las tropas alemanas iniciaron una serie de ataques contra las líneas de ferrocarril que los ingleses habían construido en África oriental, a los pies del Kilimanjaro. El 18 de enero de 1915 volvió a derrotar a los británicos en la batalla de Jassin. Estas victorias iniciales le permitieron capturar nuevas armas y víveres al enemigo con los que suministrar mejor a su ejército, pero le costaron demasiados soldados de su ya de por sí escasas tropas.

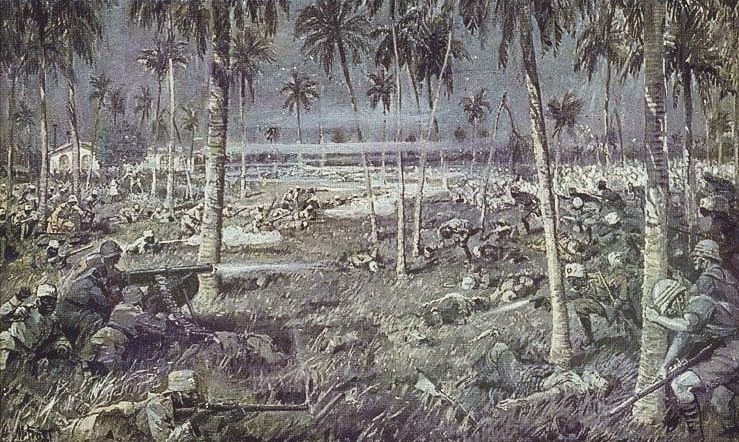
Batalla de Tanga (1914), la mayor victoria de Paul von Lettow-Vorbeck en África.

Las bajas forzaron a los alemanes a cambiar de estrategia, sustituyendo los combates directos por la guerra de guerrillas contra los británicos en sus colonias de Kenia y Rodesia. Los ataques contra fortificaciones, líneas de ferrocarril y comunicaciones se multiplicaron, con la intención de forzar a los británicos a enviar más hombres y armas a África a costa de retirarlos de Europa y facilitar así la victoria alemana en el Frente Occidental. Tras la inutilización del SMS Königsberg en el río Rufiji, la tripulación del navío desmontó la artillería del buque y se unió a las filas de Lettow, reforzándola con armas pesadas.
En marzo de 1916, los británicos lanzaron una nueva ofensiva compuesta por 45 000 hombres dirigidos por Jan Smuts. Los alemanes, nuevamente, rehusaron el combate directo y se aprovecharon de su conocimiento del terreno para emboscar a las tropas británicas, infligiéndoles graves derrotas como la de Mahiwa en octubre de 1917, en la que los británicos perdieron 1600 hombres y los alemanes solo 100. Lettow-Vorbeck pudo recuperar entonces el terreno perdido en los meses anteriores y penetrar en la colonia portuguesa de Mozambique, cuya metrópoli había declarado la guerra recientemente a Alemania. Las guarniciones portuguesas del norte fueron fácilmente derrotadas y sus víveres pasaron a las manos de Lettow-Vorbeck. En agosto de 1918 volvió a entrar en el África Oriental Alemana, desde donde se dirigió rápidamente a Rhodesia para eludir una trampa tendida por los británicos en la colonia alemana. El 9 de noviembre volvía a derrotarlos nuevamente en la batalla de Kasama, dos días antes de producirse la rendición sin condiciones de Alemania en Europa. Diez días después, cuando Lettow-Vorbeck recibió la confirmación de que la rendición alemana era un hecho y no un simple rumor, sus tropas entregaron las armas en Abercorn, actualmente en Zambia.
Al terminar estas operaciones, las tropas de Lettow-Vorbeck habían luchado contra 130 generales, no perdieron una sola batalla, hicieron unas sesenta mil bajas a sus enemigos. Las armas que entregaron habían sido arrebatadas al enemigo en un noventa por ciento de los casos, así como los uniformes que vestían y las municiones que empleaban en los combates. Consiguieron su objetivo militar de mantener ocupado en Tanganika al mayor número posible de tropas aliadas y restarlas así de los frentes europeos.

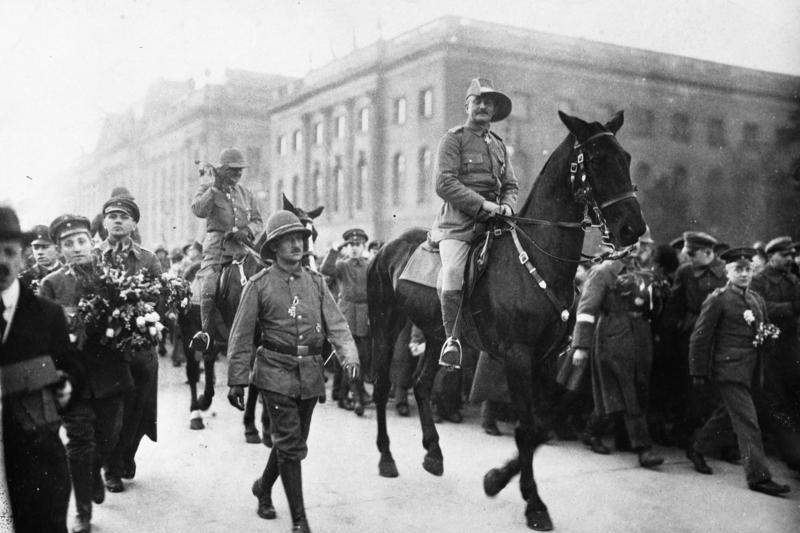
El general Lettow-Vorbeck en un desfile militar en Berlín (1919).

### Posguerra
Tras el armisticio, Paul von Lettow-Vorbeck inició una campaña para repatriar los soldados y prisioneros de guerra alemanes diseminados por el globo y exigió que las tropas de origen africano fueran tratadas de la misma manera que las europeas. Por entonces conoció a Richard Meinertzhagen, el oficial de la inteligencia británica que había tratado de darle caza sin éxito durante la guerra.
En enero de 1919 retornó a Alemania, donde fue aclamado como un héroe y fue ascendido a general en el último edicto firmado por el Káiser antes de su abdicación. Por ser el responsable del único ejército alemán imbatible en el campo de batalla, ganador de múltiples batallas y capaz de invadir con éxito territorio británico, su cuerpo de Schutztruppe fue el único autorizado a realizar un desfile de la victoria bajo la Puerta de Brandeburgo entre todos los que participaron en la Primera Guerra Mundial. También le fue conferida la condecoración militar Pour le Mérite debido a sus logros militares.
Durante el gobierno de la República de Weimar, Lettow-Vorbeck se convirtió en un activista del Partido Nacional del Pueblo de Alemania (DNVP), de ideología conservadora. Luego de varias huelgas y arrestos, trabajó en el Reichstag entre 1929 y 1930. Los nazis trataron de explotar su popularidad para su propia causa, a lo que él se opuso fervientemente. Existe la leyenda, nunca confirmada, de que Hitler le ofreció ser embajador en Londres, a lo que von Lettow le respondió mandándole literalmente al infierno. Sin embargo, no rehusó ser nombrado «general para asuntos especiales» en 1938, un título simplemente honorífico y por el que nunca fue llamado a filas. Formó parte de la Wehrmacht sin unirse nunca al Partido Nacional Socialista Alemán de los Trabajadores.
En 1953 visitó de nuevo África Oriental, donde recibió una calurosa bienvenida por parte de sus antiguos askaris. Jan Smuts y otros oficiales británicos y sudafricanos contra los que combatió en la Gran Guerra le concedieron una pequeña pensión que recibió hasta su muerte en Hamburgo en 1964, donde está sepultado. Tras su fallecimiento, el gobierno alemán decidió distribuir una suma de dinero entre los antiguos soldados de Lettow en Tanzania. Para poder verificar que eran de verdad veteranos del ejército alemán (la mayoría había perdido su documentación hacía muchos años) se les proporcionó un palo de madera y se les mandó realizar varios ejercicios de fusil, bajo órdenes impartidas en alemán, idioma utilizado en su instrucción por los oficiales. Los ya ancianos demostraron recordar muy bien su instrucción, a pesar de haber pasado más de 40 años desde entonces.
Uno de los oficiales más jóvenes de Paul von Lettow-Vorbeck en África, Theodore von Hippel, tomó la guerrilla de éste como modelo para crear las tácticas de combate de los Brandenburgers, los comandos de la Abwehr (inteligencia alemana) que operaron durante la Segunda Guerra Mundial.